# 祭田
祭田是自宋朝以来，中国特有的一种土地类型，是为支撑家族祭祀的物质需要而置办的耕地，属于族产:4。最为狭义的祭田定义是墓祭田，即家族祖坟周围一定范围内的，又称赡坟田、墓田、烝尝田:1。
明清时，中国各地方、各阶层都以宗族为单位置办祭田。祭田规模少则一二十畝，多则上百畝。南方设置祭田多于北方，且规模较大。清代广东一省，祭田、義田数量达到全省可耕地面积的三分之一:9。曲阜孔府在鼎盛时期拥有万頃规模的祭田、学田、私田，分布于今山东、江苏、河南、河北等五省的三十多个州县内:11。1949年兩岸分治后，包括祭田在内的各类族田在中国大陆地区因土地改革运动而被政府征收:134，在臺灣地區转化为祭祀公業。

## 历史
祭祀及祭祖是中国传统文化中重要的部分，是礼文化之一。程颐等宋朝理学家认为，家族祭祀是个人生活中不可缺少的活动。如程颐所说：“惟人则能知祖，若不严于祭祀，殆与鸟兽无异矣。”:4—6
先秦时，孟子曾说过“卿以下必有圭田。圭田五十畝，餘夫二十五畝。”这用于祭祀的“圭田”，并非后世规定“代代相传”的祭田:7。在宋朝之前的唐朝，实行品官家庙制。到宋朝，由于科举制和商品经济，造成官僚地主家庭的政治、经济地位的不稳定性，未能实行品官家庙制。此时，墓祭成为凝聚家族的手段。家族更为普遍的置办祭田，保障墓祭:81—82。对于祭田的相关规定，首见于朱熹的《家礼》，其中规定：“初立祠堂，则计见田亩，每龛取二十之一，以为祭田。亲尽则以为墓田。后凡正位附位皆仿此。宗子主之，以给祭用。上世初未置田，则合墓下子孙之田计数而割之。皆立约闻官，不得典卖。”:6—7
宋朝官方禁止买卖墓祭田。北宋元祐七年（1091年），规定：“诸大中大夫、觀察使以上，每员许占永业田十五顷，余官及民庶，愿以田宅充奉祖宗飨祀之费者，亦听，官给公据，改正税籍，不许子孙分割典卖，止供祭祀，有余，均赡本族。”南宋个案亦有类似处理，“仍将见在田产，再拨一半，作尤彬赡坟田，……不许典卖”:1。
虽然在宋朝已出现祭田，但在此后祭祀仍是士大夫阶层的特权。明朝嘉靖年间，礼部尚书夏言上疏建议，要求将庶民的祭祀活动合法化。这一建议促进平民阶层、宗族祭祀活动的盛行。在中国各地，特别是南方地区出现设立祭田的浪潮。至中華民國大陸時期，有资产的家族都设有祭田，以保障家族祭祀:7。
1950年代初，中华人民共和国政府在中国大陆推进土地改革运动。包括祭田在内的族田被征收。有个人趁机占有祭田的现象:134。1953年起，农村土地实行土地集体所有制，祭田不复存在。

## 祭田相关

### 种类、来源
祭田可分为墓祭田和祠祭田两种，墓祭田附设于祖坟，祠祭田附设于祠堂:82，又称祠田。都属于宗族所有的族田:127。
墓祭田又称祭墓田、族田:127、墓田:132，在宋代有赡坟田、祭田、烝尝田等几种形式。赡坟田又称赡茔田土、赡茔田产，以田租收入供养守墓人及供应家族岁时节日合族祭祀之费。祭田、烝尝田的收入同样“用于专修四代坟忌及时祭合族之费”，而为保长期施行，烝尝之法“其法甚密，天下通行”:80—81。宋时，相较義田，墓祭田规模较小，如朱熹弟子黃榦为家族置办的祭田仅4亩余。亦有義田因经营不善，收入减少，转化为墓祭田的实例:82—83。
当代研究者侯杉杉总结的祭田来源有四种，一是，政府、君主赏赐、划拨给貴族和臣民的土地，如历代政府赏赐给曲阜孔府的土地；二是，族人捐献的土地；三是，族人购置的土地，是平民阶层祭田的主要来源途径；四是，先祖留存的土地。此外，还有妻子陪嫁的土地被划为祭田、地方官员将家族纠纷的土地判定为祭田等情况:7—8。

### 管理、使用
祭田日常由族人耕种、收租。有轮收、轮耕两种方式。轮收即祭田做为有田底权的放佃土地，可轮流收租，轮耕即祭田做为有田面权的承佃土地，可轮流耕种:127。